# Cabut pitgroc
El cabut pitgroc (Capito aurovirens) és una espècie d'ocell de la família dels capitònids (Capitonidae) que habita l'Amazònia occidental, a Brasil, Colòmbia, Equador i Perú.